# Tyrannochthonius terribilis
Tyrannochthonius terribilis es una especie de arácnido  del orden Pseudoscorpionida de la familia Chthoniidae.

## Distribución geográfica
Se encuentra en el Sureste de Asia.

## Subespecies
Existen dos subespecies:
- Tyrannochthonius terribilis malaccensis
- Tyrannochthonius terribilis terribilis